# Bitva u Beran Byrig
V bitvě u Beran Byrig (nebo Beranburh) měli roku 556 zvítězit Západní Sasové nad Britony u hradiště Barbury Castle nedaleko Swindonu v historickém hrabství Wiltshire.
Zápis v Anglosaské kronice k tomuto roku říká: Her Cynric 7 Ceawlin fuhton wiþ Brettas æt Beranbyrg (Toho roku Cynric a Ceawlin bojovali s Britony v Beranbury).
Ovládnutí hradiště Barbury Castle bylo pravděpodobně důležité, protože leží na odedávna používané stezce Ridgeway, strategické komunikaci táhnoucí se od Avebury v současném hrabství Wiltshire po Ivinghoe Beacon v současném hrabství Buckinghamshire v délce zhruba 140 kilometrů.